# Hilary Bradt
Hilary Bradt MBE (n. 17 iulie 1941) este fondatoarea companiei Bradt Travel Guides, o editură care a devenit o prezență tot mai vizibilă în universul cărților de călătorie de la mijlocul anilor 1970.
Începând din 1972 Hilary Bradt a petrecut 18 luni în drumeții din Columbia până în Țara de Foc și apoi în Argentina și Brazilia, împreună cu soțul ei, cu care a fondat ulterior editura Bradt Travel Guides. Prima lor carte a fost Backpacking along Ancient Ways in Peru and Bolivia.
Ghidurile Bradt au început să acopere destinații exotice sau neconvenționale precum Rwanda și Albania și au continuat să vizeze această nișă, publicând frecvent ghiduri turistice ale unor țări care nu au fost încă prezentate de nicio altă editură de cărți de călătorie. Cărțile editurii Bradt au câștigat mai multe premii. Compania își are sediul în localitatea Chalfont St Peter din Anglia.
După ce a condus compania timp de 35 de ani, Bradt și-a anunțat retragerea în 2007, dar a continuat să se implice în calitate de director al companiei. Ea a continuat să scrie și după pensionare, realizând un ghid turistic al comitatului Devon și colaborând cu articole în ziarele și revistele britanice, precum și în colecțiile de povești de călătorie.
Bradt a lucrat intens ca organizatoare a unor tururi turistice. Zona ei specială de interes este Madagascarul și ea a scris mai multe cărți despre această țară insulară africană. Bradt este membru de lungă durată al British Guild of Travel Writers, care i-a decernat un premiu pentru întreaga carieră în noiembrie 2009.
A fost numită membru al Ordinului Imperiului Britanic (MBE) în anul 2008 pentru servicii aduse turismului și pentru actele de caritate. Printre alte activități caritabile, Bradt patronează organizația britanică Money for Madagascar, care a strâns fonduri pentru realizarea unor proiecte în această țară din 1986.

## Legături externe
- Site-ul Bradt Travel Guides Arhivat în 22 aprilie 2007, la Wayback Machine.